# Unidos dos Canudos
Unidos dos Canudos é uma escola de samba da cidade de Alegrete, no Rio Grande do Sul.
A escola desfila em seu próprio município, onde foi tricampeã, entre 2007 e 2009. Voltou a vencer em 2014, e no ano seguinte, não desfilou, devido à não realização do Carnaval em Alegrete.

## Carnavais
| Ano                          | Colocação                    | Grupo                        | Enredo                                             | Carnavalesco                 | Intérprete                   | Ref.                 |
| ---------------------------- | ---------------------------- | ---------------------------- | -------------------------------------------------- | ---------------------------- | ---------------------------- | -------------------- |
| 2002                         | 3º lugar                     | Único                        | Furacão Elis.                                      |                              |                              | [ 3 ]                |
| 2007                         | Campeã                       | Único                        | No Verde das lavouras, o arroz e o nosso ouro.     |                              |                              | [ 4 ]                |
| 2008                         | Campeã                       | Único                        | Neste mar de sereias tem piratas.                  |                              |                              | [ 2 ] [ 5 ]          |
| 2009                         | Campeã                       | Único                        | Que boi é esse?                                    |                              |                              | [ 6 ]                |
| 2010                         | Vice-campeã                  | Único                        | A riqueza que se busca, quanto vale, quanto custa. | Ênio Souza                   |                              |                      |
| 2011                         | Vice-campeã                  | Único                        | As sete chamas do amor.                            |                              |                              |                      |
| 2012                         | Vice-campeã                  | Único                        | Canudos Samba Com Aroma de Café                    | Ênio Souza                   | Vinícius Machado             | [ 7 ] [ 8 ] [ 9 ]    |
| Em 2013 não ocorreu desfile. | Em 2013 não ocorreu desfile. | Em 2013 não ocorreu desfile. | Em 2013 não ocorreu desfile.                       | Em 2013 não ocorreu desfile. | Em 2013 não ocorreu desfile. | [ 10 ]               |
| 2014                         | Campeã                       | Único                        | Um Mago Chamado Danilo Santos                      |                              |                              | [ 11 ] [ 12 ] [ 13 ] |
| Sem desfile oficial em 2015. |                              |                              |                                                    |                              |                              |                      |

## Títulos
- Campeã de Alegrete: 1978, 1979, 1980,[15] 2007, 2008, 2009, 2014